# 22719 Nakadori
22719 Nakadori este un asteroid din centura principală de asteroizi.

## Descriere
22719 Nakadori este un asteroid din centura principală de asteroizi. A fost descoperit pe 22 septembrie 1998 la Stația Anderson Mesa în cadrul programului LONEOS. Asteroidul prezintă o orbită caracterizată de o semiaxă mare de 2,74 ua, o excentricitate de 0,02 și o înclinație de 6,3° în raport cu ecliptica.